# Albana (uva)

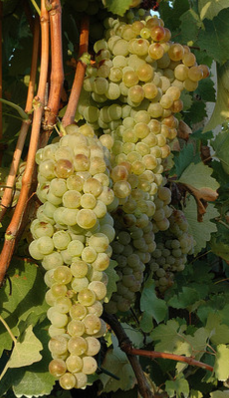
Racimos de albana.

La albana es una uva blanca italiana que crece sobre todo en la región de Emilia-Romaña. 
El vino hecho de esta uva, conocido como vino Albana di Romagna, fue el primero que recibió el estatus de Denominazione Origine Controllata e Garantita (DOCG) en 1987. La uva produce vinos de un color muy oscuro y podría estar relacionada con la uva greco di Tufo.

## Historia
La historia de esta uva no está clara y hay varias leyendas en torno a esta. Se cree que fue introducida en la región por los antiguos romanos. El nombre albana hace referencia al color de la uva (albus es blanco en latín).
En el siglo XIII Pier de Crescenzi, en su famoso Tratado de agricultura, describe el vino de albana como "un vino potente, con un gusto excelente, y al mismo tiempo fácil de ser preservado". El mismo autor mencionó a esta variedad entre las uvas usadas en la región de Emilia-Romaña. En el siglo XVIII un agronomista de Bolonia, Vincenzo Tamara, mencionó esta variedad de uva.

## Parentesco
Un estudio italiano publicado en 2008 analizó su ADN y demostró que guardaba parentesco con la garganega y la albuela por un lado y con otras muchas variedades por otro lado. Esto indica que la garganega puede tener algún parentesco con la albuela. No obstante, no se ha podido establecer las relaciones exactas de parentesco en ninguno de los casos.

## Sinónimos
La albana también es conocida por los sinónimos albana a grappo longo, albana a grappolo fitto, albana a grappolo lungo, albana a grappolo rado o gentile, albana dell'Istria, albana della Forcella, albana di Bertinoro, albana di Bologna, albana di Forlì, albana di Gatteo, albana di Lugo, albana di Montiano, albana di Pesaro, albana di Romagna, albana di Terra del sole, albana gentile, albana gentile di Faenza, albana gentile di Ravenna, albana grossa, albano, albanone, albuelis, biancame sinalunga, forcella, forcellata, forcellina, forcelluta, raccia pollone, ribona, riminese y sforcella.
También hay una rara variedad de uva española llamada albana. En España el término albana también se usa como sinónimo de la albula, la elbling y la tempranillo.